# Borbacha parumnotata
Borbacha parumnotata là một loài bướm đêm trong họ Geometridae.